# Irena Świetliczko
Irena Świetliczko, z domu Dębska (ur. 20 lutego 1923 w Aleksandrowie Łódzkim, zm. 18 września 2011 w Łodzi) – polska lekarka okulistka, profesor doktor habilitowana nauk medycznych, wieloletnia konsultantka krajowa ds. okulistyki.

## Życiorys

### Wykształcenie
Lata dziecięce i młodzieńcze spędziła na Wileńszczyźnie. Tam ukończyła szkołę średnią i zdała egzamin maturalny. W okresie II wojny światowej została zmuszona do pracy fizycznej w jednej z fabryk w Wilnie. Po zakończeniu działań wojennych wyjechała do Lublina, by rozpocząć studia lekarskie na Uniwersytecie Marii Curie-Skłodowskiej. Ponieważ udało się jej dotrzeć tam już po rozpoczęciu roku akademickiego zmuszona była zmienić plany i wróciła do rodzinnego Aleksandrowa Łódzkiego. W 1945 r. rozpoczęła naukę na Wydziale Lekarskim Uniwersytetu Łódzkiego, którą zakończyła  na nowo powstałej Akademii Medycznej w Łodzi w 1951 r, uzyskaniem dyplomu lekarza. 

### Kariera medyczna
Tuż po ukończeniu studiów przez krótki okres pracowała w Klinice Chirurgii Ogólnej AM w Łodzi pod kierunkiem prof. Wincentego Tomaszewicza. W tym samym roku została zatrudniona w Klinice Chorób Oczu AM w Łodzi, utworzonej przez prof. Janusza Sobańskiego. 15 listopada 1952 r. uzyskała pierwszy stopień specjalizacji z okulistyki, a specjalizację drugiego stopnia z tej dziedziny – 17 grudnia 1955 r.
21 czerwca 1960 r. obroniła pracę doktorską „Znaczenie oftalmodynamometrii u chorych leczonych z powodu niedostateczności krążenia mózgowego”. Stopień doktora habilitowanego otrzymała 8 grudnia 1964 r. na podstawie dysertacji z zakresu neurookulistyki. Rok później została powołana na stanowisko docenta.
W latach 1966–1967 przebywała na stypendium University of Miami w Bascom Palmer Eye Institut. Badała tam wpływ doświadczalnie podwyższonego ciśnienia śródgałkowego na dynamikę krążenia siatkówkowego i naczyniówkowego oraz unaczynienie nerwu wzrokowego. Współpracowała również z prof. Robertem Machemerem, twórcą zabiegu witrektomii.
1 października 1973 r. została p.o. kierownika Kliniki Chorób Oczu AM w Łodzi. Od maja otrzymała nominację na kierownika tejże jednostki. W tym samym roku została również nominowana na stanowisko zastępcy dyrektora Instytutu Chorób Układu Nerwowego i Narządów Zmysłów łódzkiej AM. 
Od 1975 r. przez ponad 15 lat przewodniczyła Krajowemu Zespołowi ds. Okulistyki jako konsultant krajowy w tej dziedzinie. Była również wiceprzewodniczącą Zarządu Głównego Polskiego Towarzystwa Okulistycznego i przewodniczącą łódzkiego oddziału PTO. 
15 kwietnia 1977 r. uzyskała tytuł profesora nadzwyczajnego. W uznaniu całości dorobku Rada Państwa uhonorowała ją 18 lutego 1988 r. tytułem profesora zwyczajnego nauk medycznych.

## Dorobek
Była autorką kilku rozdziałów w książkach, m.in. napisała Zagadnienia neurologiczne układu wzrokowego w podręczniku Okulistyka współczesna pod red. Witolda Orłowskiego. Opublikowała również 150 prac naukowych z zakresu chorób oczu. Była kierownikiem specjalizacji kilku pokoleń okulistów i promotorem prac doktorskich z tego zakresu. W pracy klinicznej wykonywała pełny zakres zabiegów okulistycznych i wprowadzała nowe techniki operacyjne. Za swoje osiągnięcia otrzymała wiele odznaczeń państwowych i branżowych, m.in. Medal Komisji Edukacji Narodowej i The Order Bascom Palmer Eye Institut of Miami.